# Mana Ogawa
Pour les articles homonymes, voir Ogawa.
Mana Ogawa (小川真奈, Ogawa Mana, née le 2 juillet 1993 au Japon) est une actrice, seiyū, chanteuse et idole japonaise. En plus d'une carrière en solo, elle est le leader du groupe de J-pop Canary Club. Elle double depuis 2009 l'héroïne de la série anime Gokujō!! Mecha Mote Iinchō, sortant des disques dans le cadre de cette série sous l'appellation Kitagawa Mimi (CV Ogawa Mana) with MM Gakuen Gasshōbu.

## Biographie
Mana Ogawa débute à 10 ans, commençant à apparaitre dans des publicités et drama télévisés en 2004. Elle double en 2006 le personnage de Sasami Iwakura, l'héroïne de la série anime Sasami Mahō Shōjo Club (ja) (砂沙美☆魔法少女クラブ), et fait partie du groupe temporaire Magical Sweets dans le cadre de la série. En 2007, elle rejoint le groupe de J-pop Canary Club, dans le cadre du Nice Girl Project! du producteur Tsunku sur son label TNX, et prend le surnom Ogamana. 
En parallèle au groupe, elle sort en 2008 à 15 ans un premier single en solo, générique de la série anime Hyakko (ja) (ヒャッコ) dont elle double l'un des personnages, Hitsugi Nikaidō. 
À partir de 2009, elle double l'héroïne de la série anime Gokujō!! Mecha Mote Iinchō et enregistre des disques dans le cadre du projet Kitagawa Mimi (CV Ogawa Mana) with MM Gakuen Gasshōbu.
Elle anime également sa propre émission radio, Ogawa Mana no Teenage Blues, et sort son premier album solo en juillet 2010.

## Kitagawa Mimi with MM Gakuen Gasshōbu
À partir d'avril 2009, Mana Ogawa double le personnage de Mimi Kitagawa, l'héroïne de la série anime Gokujō!! Mecha Mote Iinchō qui succède à la série Kilari. 
Dans la lignée du projet Tsukishima Kirari starring Kusumi Koharu (Morning Musume) pour Kilari, elle incarne également son personnage sur disque, et enregistre en tant que "Mimi Kitagawa" des singles qui servent de génériques à la série, avec le groupe "MM Gakuen Gasshōbu" créé pour l'occasion et formé des quinze membres du Nice Girl Project! : THE Possible, Canary Club (dont Ogawa), Karen, Peach et Eri~na. Les deux premiers singles sortent sous le nom MM Gakuen Gasshōbu (MM学園合唱部), et les suivants sous le nom Kitagawa Mimi (CV Ogawa Mana) with MM Gakuen Gasshōbu (北神未海（CV 小川真奈）with MM学園 合唱部). Risako Sugaya du groupe Berryz Kōbō incarne également un personnage de la série, Himuro Ibu, et enregistre un des titres du 5e single "double face A" de "Mimi Kitagawa" sous le nom Ibu Himuro (CV Sugaya Risako / Berryz Kōbō).

### Singles
MM Gakuen Gasshōbu
- 20.05.2009 : Mecha Mote I Love You (めちゃモテ I LOVE YOU?) (1er générique d'ouverture de Gokujō!! Mecha Mote Iinchō)
- 15.07.2009 : Mecha Mote! Summer (めちゃモテ！サマー?) (2e générique de fin de Gokujō!! Mecha Mote Iinchō)

Kitagawa Mimi (CV Ogawa Mana) with MM Gakuen Gasshōbu
- 21.10.2009 : Daisuki ni Nare! (大好きになれっ！?) (2e générique d'ouverture de Gokujō!! Mecha Mote Iinchō)
- 20.01.2010 : Genki ni Nare! (元気になれっ！?) (4e générique de fin puis 3e d'ouverture de Gokujō!! Mecha Mote Iinchō)
- 16.06.2010 : Kimi Ga Shuyaku Sa! (君が主役さっ！?) (4e générique d'ouverture de Gokujō!! Mecha Mote Iinchō)
- 18.08.2010 : Mecha Mote Tai! (めちゃモテたいっ!?) (7e générique de fin de Gokujō!! Mecha Mote Iinchō)
- 13.10.2010 : Oshare My Dream / Elegant Girl (おしゃれ マイドリーム?) (5e générique d'ouverture de Gokujō!! Mecha Mote Iinchō)

### Album
- 03.03.2010 : Mecha Mote Iinchō Mecha Hit Kyokushuu 1 (めちゃヒット曲集①?) (OST de Gokujō!! Mecha Mote Iinchō)

## Discographie en tant que Mana Ogawa
Single
- 19.11.2008 : Suppin Rock (スッピンロック?) (générique d'ouverture de Hyakko)

Album
- 21.07.2010 : 1 Teenage Blues (①ティーネイジ ブルース?)

Participation
- 06.02.2010 : COACH - Original Soundtrack (chanson: MAP ~Mirai no Chizu~ (MAP～未来の地図～)?)

Collaboration
- 08.05.2010 : COCOLULU SONG - par COCOCREW feat. Ogawa Mana (chanson thème de la marque de vêtements COCOLULU)

## Filmographie
Films
- 2003 : Gakincho★ROCK

Drama
- 2004 : Niji no Kanata
- 2005 : Last Friend
- 2008 : Hitmaker Aku Yuu Monogatari

Anime
- 2006 : Sasami Mahō Shōjo Club (alias Sasami: Magical Girls Club) (rôle de Sasami Iwakura)
- 2007 : Sasami Mahō Shōjo Club 2 (alias Sasami: Magical Girls Club Season 2) (Sasami Iwakura)
- 2008 : Hyakko (rôle de Hitsugi Nikaidō)
- 2009 : Gokujō!! Mecha Mote Iinchō (rôle de Mimi Kitagawa)
- 2010 : Gokujō!! Mecha Mote Iinchō Second Collection (Mimi Kitagami)

## Autre activité
DVD
- 23.12.2009 : Namamana Gold (なままなゴールド?)

PhotoBooks
- 25.07.2009 : Namamana (なままな?)